# Mari Okada
Mari Okada (岡田 麿里, Okada Mari, Chichibu, 3 de maio de 1976) é uma roteirista de animes.

## Trabalhos

### Produções na TV
- Angel Tales (2001; roteiro)
- Crush Gear Nitro (2003; roteiro)
- Popolocrois (2003; roteiro)
- Diamond Daydreams (2004; roteiro)
- Rozen Maiden (2004; roteiro)
- Basilisk (2005; roteiro)
- Canvas 2: Niji Iro no Sketch (2005; cenário)
- Animal Yokochō (2005; cenário)
- Rozen Maiden: Träumend (2005; roteiro)
- Aria - The Natural (2006; roteiro)
- Simoun (2006; roteiro)
- Sasami: Magical Girls Club (2006; composição da série)
- Sasami: Magical Girls Club Season 2 (2006; composição da série)
- Red Garden (2006; roteiro)
- Venus to Mamoru (2006; composição da série)
- Sketchbook ~full color'S~ (2007; composição da série)
- Kodomo no Jikan (2007; composição da série)
- True Tears (2008; composição da série)
- Vampire Knight (2008; composição da série)
- Vampire Knight Guilty (2008; composição da série)
- Toradora! (2008; composição da série)
- Black Butler (2008; composição da série)
- CANAAN (2009; composição da série)
- The Book of Bantorra (2009; composição da série)
- Darker Than Black: Gemini of the Meteor (2009; composição da série)
- Black Butler II (2010; composição da série)
- Otome Yōkai Zakuro (2010; composição da série)
- Gosick (2011; composição da série)
- Fractale (2011; composição da série)
- Wandering Son (2011; composição da série)
- Ano Hi Mita Hana no Namae o Bokutachi wa Mada Shiranai (2011; composição da série)
- Hanasaku Iroha (2011; composição da série)
- Aquarion Evol (2012; composição da série)
- Black Rock Shooter (2012; composição da série)
- Lupin III: The Woman Called Fujiko Mine (2012; composição da série)
- AKB0048 (2012; composição da série)
- Blast of Tempest (2012; composição da série)
- Pet Girl of Sakurasou (2012; composição da série)
- AKB0048 next stage (2013; composição da série)

### OVA
- Dead Girls (2007; roteiro)
- Kodomo no Jikan Nigakki (2009; composição da série)
- Kodomo no Jikan: Kodomo no Natsu Jikan (2011; composição da série)
- Rurouni Kenshin: New Kyoto Arc (2011; composição da série)

### Filmes
- Cinnamon the Movie (2007; roteiro)
- kokoro ga sakebitagatterun da(2015;roteiro)

## Ligações Externas
- Mari Okada. no IMDb.
- Mari Okada  na enciclopédia do Anime News Network (em inglês)